# Летас (озеро)
Озеро Летас — найбільше озеро Вануату, розташоване в центрі вулканічного острова Гауа островів Бенкс на півночі Вануату. У 2004 році було подано заявку на включення  озера до списку всесвітньої спадщини ЮНЕСКО, а з 2023 року внесено до списку охоронюваних Рамсарських територій 
Вулканічне озеро (9 км (з півночі на південь) і шириною 6 км) має U-подібну форму, оточуючи гору Гарат з усіх боків, крім південного заходу.  Озеро розташоване у центрі острова на висоті 418 м над рівнем моря і має діаметр 20 км . Глибина озера досягає 119 м. 
Озеро є присним, температура води досягає  32 °C, у зв'язку з цим тут можуть вижити лише вугри та креветки.  Вода в озері не дуже прозора і має зеленуватий колір. Вода витікає з озера через природний розлив, розташований на східній стороні озера. Вода тече близько 3 км на схід до водоспаду Сірі, а потім ще 3 км через річки Наманг або Бе Соломул, перш ніж досягти моря.

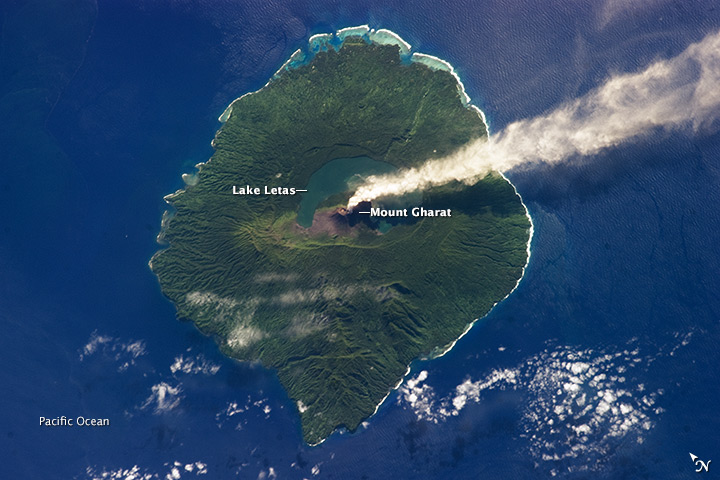
2013 Супутникове зображення Гауа I. з озером Летас і горою Ґарат у центрі

Місцеві жителі кажуть, що на вершині озера є каное, яке використовується для перетину озера зі східного боку, щоб дістатися до гори Гарат. Каное іноді розташоване на східному краю озера (біля переливу води), або іноді на північно-східному краю озера (найближчий аеропорт Гауа ).
Приблизна оцінка швидкості потоку води з озера (протягом сухого сезону в серпні 2006 року) становила приблизно 3 м3 на секунду.
У 1980-х роках висловлювалося припущення, що озеро можна використовувати як джерело електроенергії для промислових масштабах, але пізніше Рада з туризму південної частини Тихого океану запропонувала включити озеро до системи охоронних територій Вануату. У Департаменті планування та охорони навколишнього середовища зараз розглядають статус заповідної території озеру.

## Назва
Назва  Летас [leˈtas] походить змови мота, якою місіонери називали більшість місць на островах Бенкс. Назви іншими місцевими мовами включають Нуме Le Tes [lɛˈtɛs], Dorig Bētās [ᵐbɪˈtaːs], Koro Bētäs [ᵐbɪˈtɛ͡as], Olrat Lē Tas [lɪˈtas] і Лакон Ēpitäh [ɪpiˈtæh]. Усі ці терміни містять частку прото-Торрес–Бенкс *tasi, що означає «море». Крім того, форми Доріг і Коро містять початковий компонент, який можна реконстроювати як *ᵐbei, що означає «вода».